# Samuel Gustafson
Samuel Gustafson (Mölndal, 11 januari 1995) is een Zweeds voetballer die bij voorkeur als centrale middenvelder speelt. Hij tekende in 2016 bij Torino, dat hem in 2018 verhuurde aan Hellas Verona Hij is de tweelingbroer van Simon Gustafson.

## Clubcarrière
Gustafson speelde in de jeugd bij Fässbergs IF. In 2013 debuteerde hij in de Allsvenskan voor BK Häcken. Op 23 juni 2013 maakte hij zijn eerste profdoelpunt tegen Halmstads BK. Het seizoen erop maakte de middenvelder drie treffers in 21 competitieduels. In totaal maakte hij 12 doelpunten in 68 competitieduels. In 2016 tekende Gustafson een tweejarig contract met optie opeen derde jaar bij Torino, dat een half miljoen euro betaalde voor de middenvelder.

## Interlandcarrière
Gustafson kwam reeds uit voor diverse Zweedse nationale jeugdelftallen. In 2015 debuteerde hij in Zweden –21.